# Idrossilammina ossidasi
La idrossilammina ossidasi è un enzima appartenente alla classe delle ossidoreduttasi, che catalizza la seguente reazione:
idrossilammina + O2 ⇄ nitrito + H2O
L'enzima è un'emoproteina con sette gruppi emici c-tipo e un gruppo eme P-460-tipo per subunità.